# Ningbingia laurina
Ningbingia laurina é uma espécie de gastrópode  da família Camaenidae.
É endémica da Austrália.